# Laffaux
Laffaux est une commune française située dans le département de l'Aisne, en région Hauts-de-France.

## Géographie

### Hydrographie
La commune est située dans le bassin Seine-Normandie. Elle est drainée par la Jocienne,.
La Jocienne, d'une longueur de 11 km, prend sa source dans la commune  et se jette  dans l'Aisne dans la commune de Soissons, face à Villeneuve-Saint-Germain, après avoir traversé huit communes.

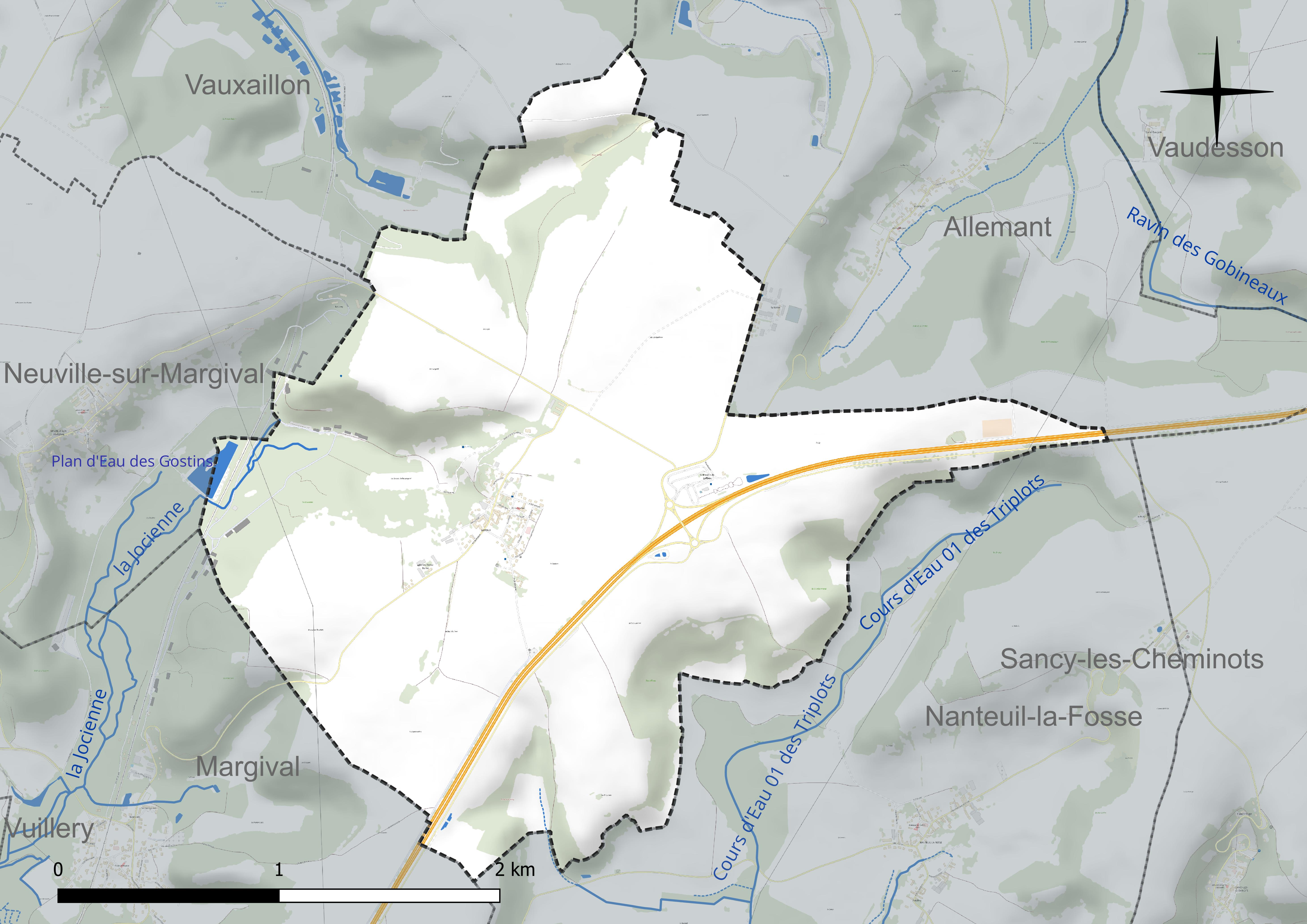
Réseau hydrographique de Laffaux.

Un plan d'eau complète le réseau hydrographique : le plan d'eau des Gostins, d'une superficie totale de 2,4 ha (1,3 ha sur la commune),.

### Climat
Pour des articles plus généraux, voir Climat des Hauts-de-France et Climat de l'Aisne.
En 2010, le climat de la commune est de type climat océanique dégradé des plaines du Centre et du Nord, selon une étude du CNRS s'appuyant sur une série de données couvrant la période 1971-2000. En 2020, Météo-France publie une typologie des climats de la France métropolitaine dans laquelle la commune est exposée à un climat océanique altéré et est dans la région climatique Nord-est du bassin Parisien, caractérisée par un ensoleillement médiocre, une pluviométrie moyenne régulièrement répartie au cours de l'année et un hiver froid (3 °C).
Pour la période 1971-2000, la température annuelle moyenne est de 10,4 °C, avec une amplitude thermique annuelle de 15 °C. Le cumul annuel moyen de précipitations est de 754 mm, avec 11,4 jours de précipitations en janvier et 9,3 jours en juillet. Pour la période 1991-2020, la température moyenne annuelle observée sur la station météorologique la plus proche, située sur la commune de Braine à 14 km à vol d'oiseau, est de 11,3 °C et le cumul annuel moyen de précipitations est de 662,7 mm,. Pour l'avenir, les paramètres climatiques de la commune estimés pour 2050 selon différents scénarios d'émission de gaz à effet de serre sont consultables sur un site dédié publié par Météo-France en novembre 2022.

## Urbanisme

### Typologie
Au 1er janvier 2024, Laffaux est catégorisée commune rurale à habitat dispersé, selon la nouvelle grille communale de densité à 7 niveaux définie par l'Insee en 2022.
Elle est située hors unité urbaine. Par ailleurs la commune fait partie de l'aire d'attraction de Soissons, dont elle est une commune de la couronne,. Cette aire, qui regroupe 92 communes, est catégorisée dans les aires de 50 000 à moins de 200 000 habitants,.

### Occupation des sols
L'occupation des sols de la commune, telle qu'elle ressort de la base de données européenne d'occupation biophysique des sols Corine Land Cover (CLC), est marquée par l'importance des territoires agricoles (77,2 % en 2018), une proportion identique à celle de 1990 (77,2 %). La répartition détaillée en 2018 est la suivante : 
terres arables (70,9 %), forêts (22,8 %), zones agricoles hétérogènes (4,1 %), prairies (2,2 %).
L'évolution de l'occupation des sols de la commune et de ses infrastructures peut être observée sur les différentes représentations cartographiques du territoire : la carte de Cassini (XVIIIe siècle), la carte d'état-major (1820-1866) et les cartes ou photos aériennes de l'IGN pour la période actuelle (1950 à aujourd'hui).

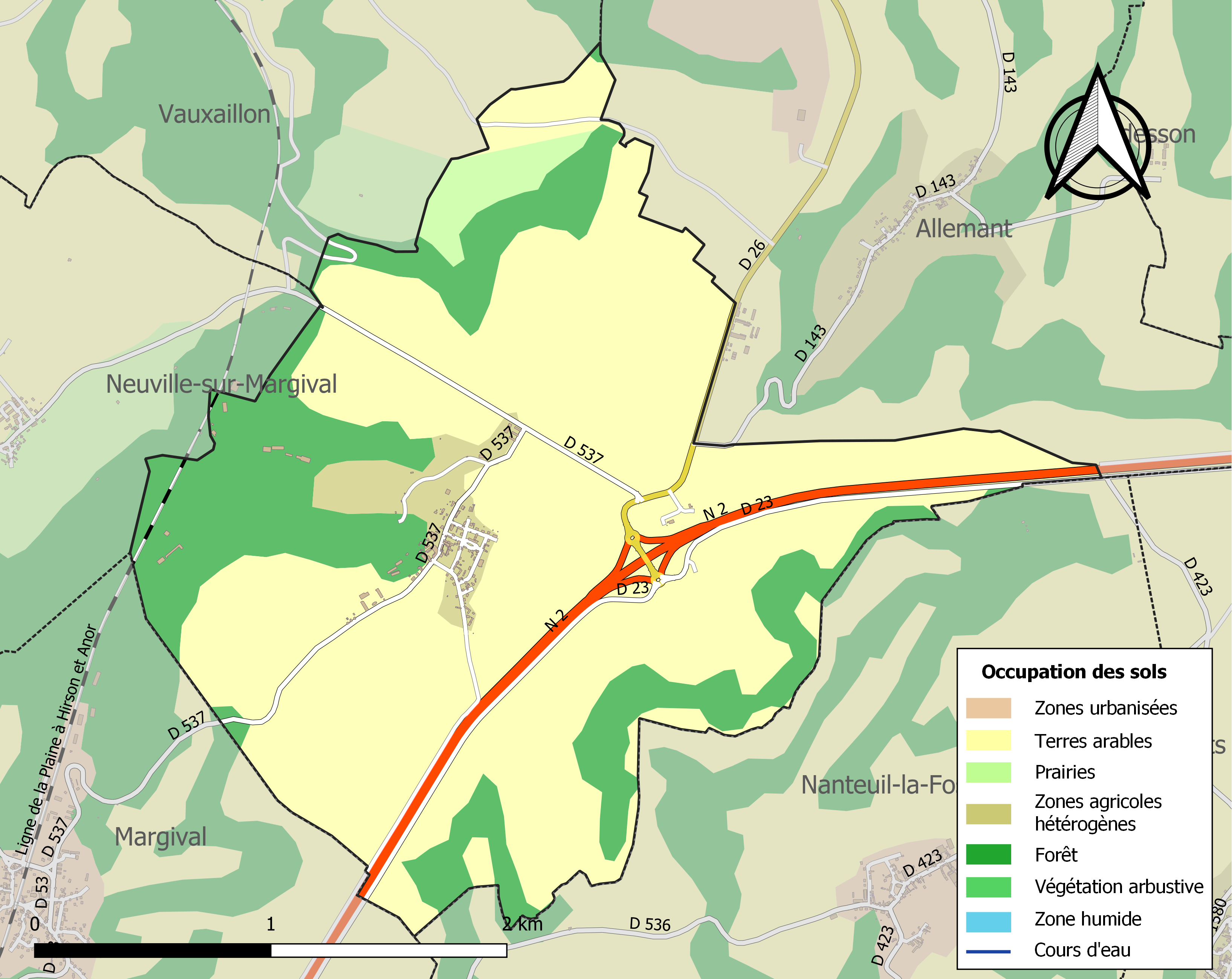
Carte de l'occupation des sols de la commune en 2018 (CLC).

## Toponymie
Le village  est cité pour la première fois sous l'appellation latine de Latofao en l'an 596 ; puis Lufao, Locofao, Lucofao, Lalaffou en 1146 (cartulaire de l'abbaye Notre-Dame de Soissons) ; Lafou, Lafau, Laffau, Lafault, Laffoauulx, Laffaou ; Laffaux en 1628.
Le toponyme fay est issu du latin fagus, le hêtre commun, c'est l'une des plus anciennes attestations de l'usage de Faux connue, elle remonte au VIe siècle. Latofao pour latus, large.

## Histoire

### Moyen Âge
Laffaux (Lucofao au VIe siècle) fut le théâtre, en 596, d'une bataille qui opposa le royaume de Neustrie au royaume d'Austrasie. Thibert II d'Austrasie fut défait par Clotaire II de Neustrie. L'originalité de cette bataille réside dans le fait que les deux rois étaient tous deux sous la régence de leur mère : Frédégonde pour Clotaire II et Brunehilde pour Thibert II.
En 680, victoire d'Ébroïn sur Pépin de Herstal.

Carte de Cassini

|  |

La carte de Cassini montre qu'au XVIIIe siècle, Laffaux est une paroisse.

Au l'est, de la ferme Beauregard il ne reste aucune trace de nos jours.

Le moulin à vent en bois qui deviendra tristement célèbre lors de la Première Guerre mondiale est représenté à l'est.
Un calvaire en pierre est symbolisé au sud-est à l'intersection des chemins.

### Première Guerre mondiale

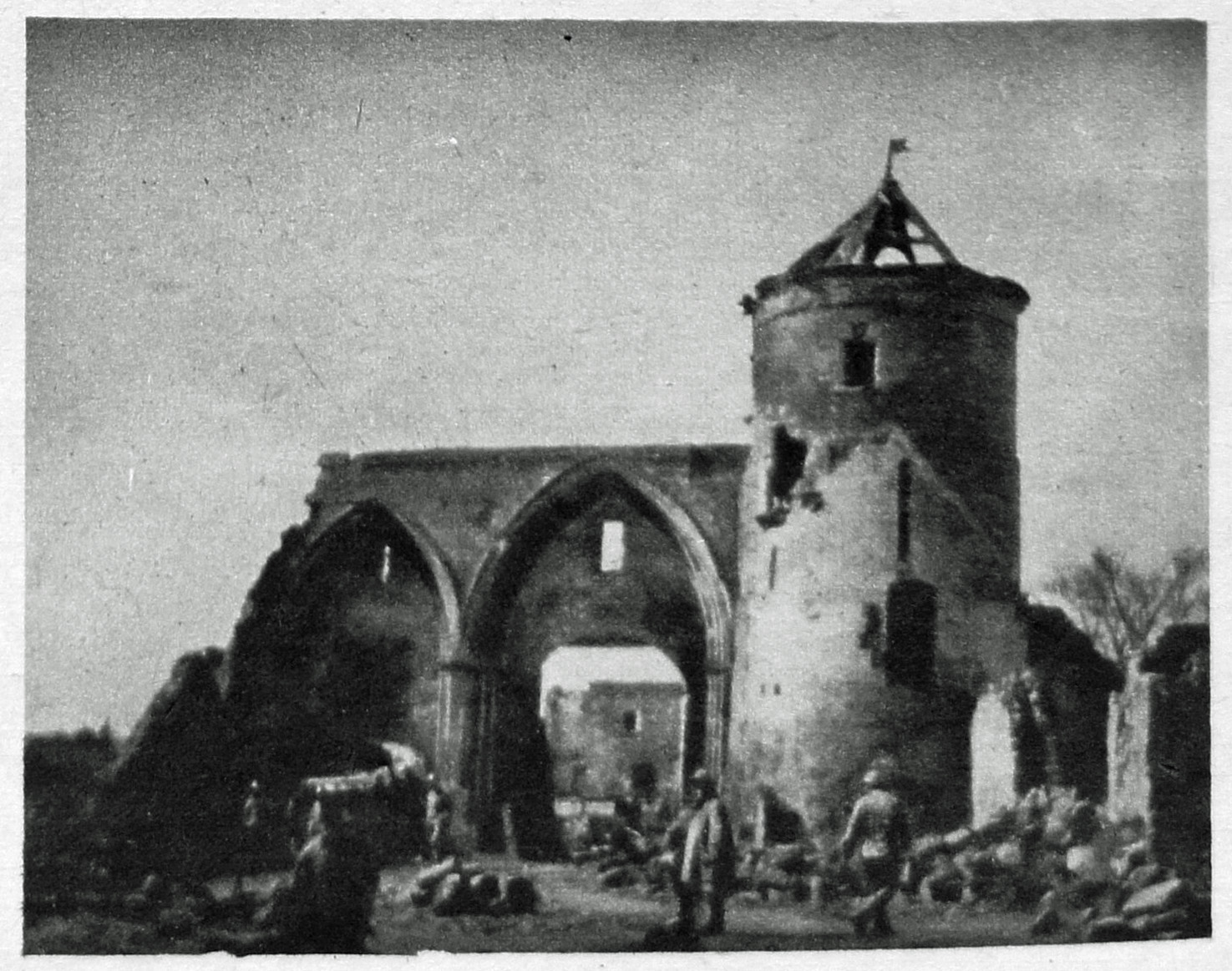
La ferme de Laffaux en juin 1917, Le Miroir.

Le nom de Laffaux est indissociable de l'offensive du Chemin des Dames de 1917. Les 5 et 6 mai 1917, les régiments de cuirassiers à pied montèrent à l'assaut du « moulin de Laffaux » qui formait un saillant sur le front allemand depuis son repli sur la ligne Hindenburg en mars 1917. Les soldats français se heurtèrent aux mitrailleuses allemandes installées dans les trois Blockhaus. Des chars (Schneider et Saint-Chamond) furent utilisés par les Français pour venir à bout des positions allemandes.

« Créneaux de la mémoire ici nous accoudâmes
Nos désirs de vingt ans au ciel en porte-à-faux
Ce n'était pas l'amour mais le Chemin des Dames
Voyageur, souviens-toi du Moulin de Laffaux »

 Louis Aragon, Les Yeux d'Elsa, 1942

### Seconde Guerre mondiale
Commune voisine de Margival, une partie du Wolfsschlucht II, un complexe de bunkers allemand de la Seconde Guerre mondiale, construit pour abriter l'un des Führerhauptquartiere (quartiers généraux du Führer) d'Adolf Hitler, se trouve sur le territoire de la commune. Cela entraina l'évacuation du village en mars 1944. Plusieurs types de bunkers y sont visibles, par exemple un de type Regelbau 501. Hitler ne se rendit sur le site, qu'une seule fois, le 16 et 17 juin 1944, pour faire un point sur le front normand avec les maréchaux Rommel et Von Rundstedt.
Courant août 1944, le site fut occupé, une dizaine de jours, par le maréchal Model et son état-major, après sa prise de commandement allemand sur le front de l'Ouest mais l'évacua, assez vite, face à l'avancée alliée. Plus tard, une base de l'Armée française puis, une base de l'OTAN furent installées dans les anciennes installations allemandes.

## Politique et administration

### Découpage territorial
La commune de Laffaux est membre de la communauté de communes du Val de l'Aisne, un établissement public de coopération intercommunale (EPCI) à fiscalité propre créé le 28 décembre 1994 dont le siège est à Presles-et-Boves. Ce dernier est par ailleurs membre d'autres groupements intercommunaux.
Sur le plan administratif, elle est rattachée à l'arrondissement de Soissons, au département de l'Aisne et à la région Hauts-de-France. Sur le plan électoral, elle dépend du  canton de Fère-en-Tardenois pour l'élection des conseillers départementaux, depuis le redécoupage cantonal de 2014 entré en vigueur en 2015, et de la cinquième circonscription de l'Aisne  pour les élections législatives, depuis le dernier découpage électoral de 2010.

## Démographie
L'évolution du nombre d'habitants est connue à travers les recensements de la population effectués dans la commune depuis 1793. Pour les communes de moins de 10 000 habitants, une enquête de recensement portant sur toute la population est réalisée tous les cinq ans, les populations de référence des années intermédiaires étant quant à elles estimées par interpolation ou extrapolation. Pour la commune, le premier recensement exhaustif entrant dans le cadre du nouveau dispositif a été réalisé en 2004.

En 2022, la commune comptait 154 habitants, en évolution de +3,36 % par rapport à 2016 (Aisne : −1,97 %, France hors Mayotte : +2,11 %).
| 1793 | 1800 | 1806 | 1821 | 1831 | 1836 | 1841 | 1846 | 1851 |
| ---- | ---- | ---- | ---- | ---- | ---- | ---- | ---- | ---- |
| 191  | 226  | 243  | 249  | 272  | 318  | 291  | 270  | 266  |

| 1856 | 1861 | 1866 | 1872 | 1876 | 1881 | 1886 | 1891 | 1896 |
| ---- | ---- | ---- | ---- | ---- | ---- | ---- | ---- | ---- |
| 265  | 254  | 233  | 212  | 189  | 211  | 205  | 209  | 203  |

| 1901 | 1906 | 1911 | 1921 | 1926 | 1931 | 1936 | 1946 | 1954 |
| ---- | ---- | ---- | ---- | ---- | ---- | ---- | ---- | ---- |
| 217  | 223  | 195  | 116  | 129  | 145  | 130  | 134  | 224  |

| 1962 | 1968 | 1975 | 1982 | 1990 | 1999 | 2004 | 2006 | 2009 |
| ---- | ---- | ---- | ---- | ---- | ---- | ---- | ---- | ---- |
| 137  | 139  | 148  | 130  | 144  | 145  | 125  | 122  | 148  |

| 2014 | 2019 | 2022 | - | - | - | - | - | - |
| ---- | ---- | ---- | - | - | - | - | - | - |
| 150  | 148  | 154  | - | - | - | - | - | - |

## Culture locale et patrimoine

### Lieux et monuments

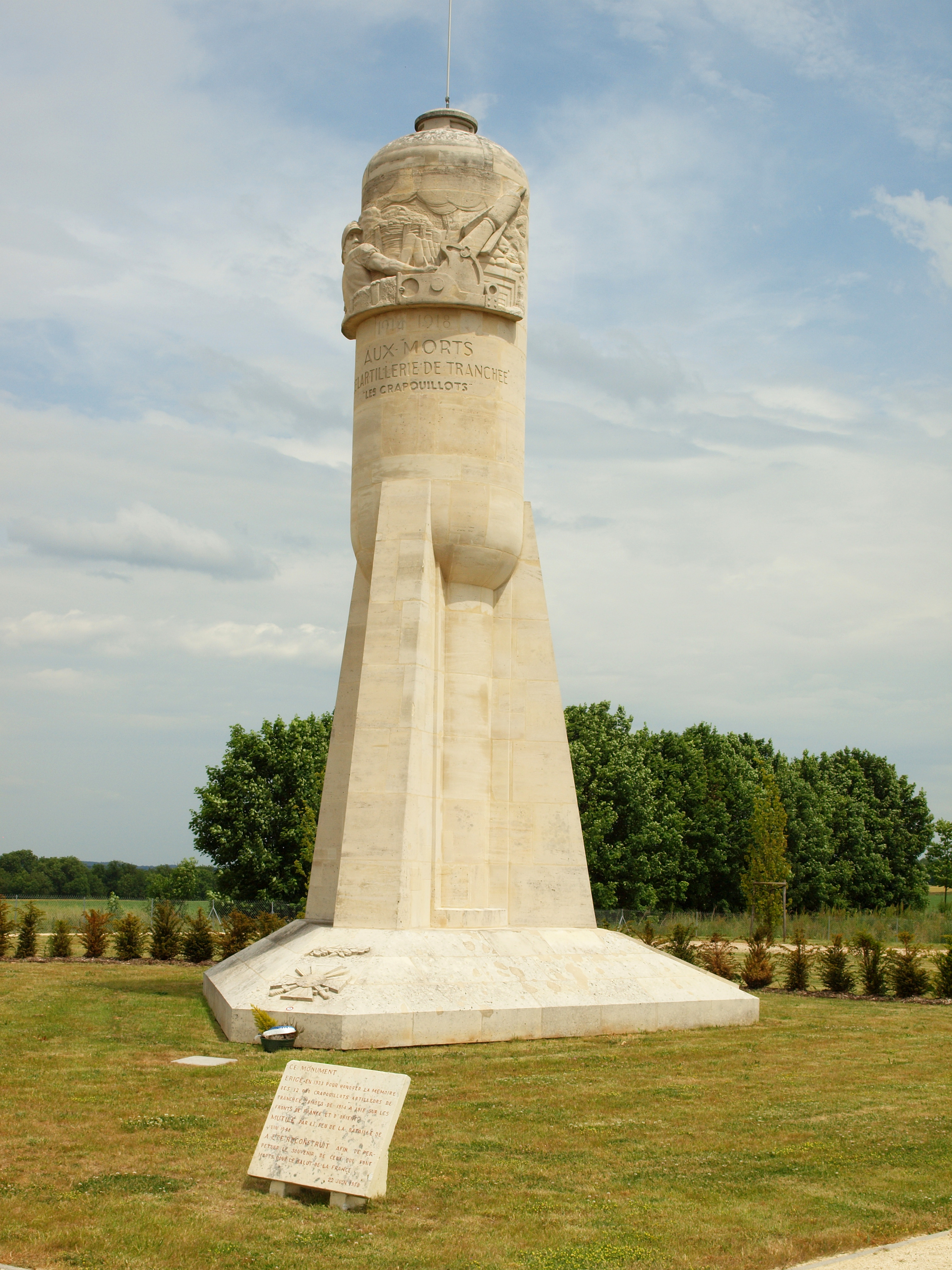
Monument des crapouillots.

#### Église Notre-Dame de Laffaux
- Église Notre-Dame de Laffaux.

#### Le Moulin de Laffaux
Au lieu-dit le Moulin de Laffaux a été aménagé en 2013-2014 un Jardin de mémoire sur l'aire de repos de la RN 2 qui rassemble différents monuments commémoratifs de la Grande Guerre (inauguration 14 juin 2014).

### Personnalités liées à la commune
- Pierre-Charles Laurent, grand-père maternel de Gérard Labrunie dit de Nerval, né en 1757, décédé le 19 janvier 1834. Ce grand-père a inscrit l'ascendance maternelle de Gérard dans le Valois et s'est par la suite installé à Paris, devenant marchand linger, au 23 rue Coquillière, non loin des Halles.